# Béalencourt
Béalencourt é uma comuna francesa na região administrativa de Altos da França, no departamento de Pas-de-Calais. Estende-se por uma área de 7,31 km². Em 2010 a comuna tinha 136 habitantes (densidade: 18,6 hab./km²).